# جيسيكا غاديروفا
جيسيكا غاديروفا (ولدت في 3 أكتوبر 2004 في دبلن ، أيرلندا) لاعبة جمباز فنية بريطانية، هي بطلة أوروبا في حركات الأرضية لعام 2021، الحائزة على الميدالية الفضية في منصة القفز، والميدالية البرونزية الشاملة، بالإضافة إلى ذلك شاركت في بطولة العالم للناشئين لعام 2019 إلى جانب شقيقتها التوأم جينيفر. مثلت بريطانيا في دورة الألعاب الأولمبية الصيفية 2020.